# Седанський замок
Седанський замок (фр. Chateau de Sedan) — середньовічний замок у Франції, найбільший замок Європи. З 1965 року замок є Історичною пам'яткою Франції. Нині у замку діє історичний музей, туристичний офіс, тризірковий готель і навчальний центр для дорослих та дітей. Він є місцем проведення середньовічного фестивалю, виставок, симпозіумів, театральних вистав, музичних виступів, театралізованих лицарських турнірів та інших заходів.

## Географія
Замок розташований на пагорбі, що височить над річкою Маас, за 2 кілометрах на північний схід від залізничного вокзалу міста Седан. Загальна площа замку становить 35 тис. м², висота стін сягає 40 метрів.

## Історія
Перша письмова згадка про замок датується 1306 роком. Замок збудований на місці бенедиктинського монастиря святого Мартіна, який у 1424 році викупив Ебергард II фон дер Марк-Аренберґ, володар Седанського князівства. Ним був побудований перший невеликий замок з двома парними вежами, прямокутним донжоном та круглою вежею. Монастир був зруйнований, Ебергард II залишив тільки монастирську церкву 11 століття, фундамент якої нині можна бачити у внутрішньому дворі замку. Йоган II фон дер Марк-Аренберґ після смерті свого батька продовжив розбудовувати замок, при ньому задній двір замку був оточений муром, товщина якого сягала 4,5 метра. Будівництво замку завершив син Йогана II — Роберт II фон дер Марк-Аренберґ.

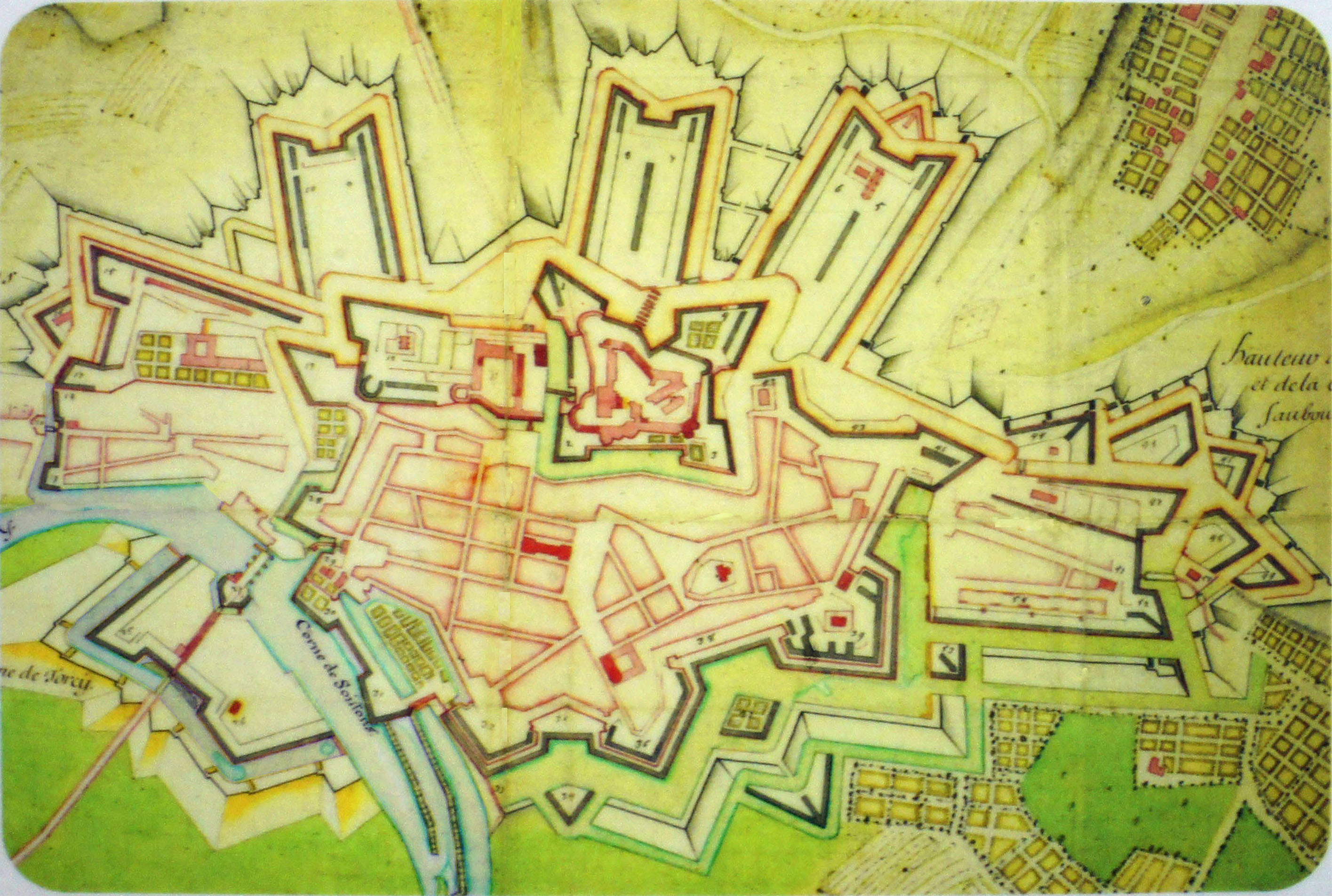
План замку. 1728 рік

У 1530 році були зведені чотири багатокутні бастіони, коштом яких замок перетворився на твердиню, яка була на той момент найсучаснішою та найнеприступнішою[джерело?].
Остання спадкоємиця замку Шарлота фон дер Марк-Аренберґ померла бездітною, і власником Седанського замку став її чоловік герцог Анрі де ла Тур д'Овернь. Він збудував князівський палац у замку, відомий як «нижній замок».
У 1642 році Фредерік-Моріс де Латур д'Овернь, щоб уникнути страти, був змушений відмовитися від прав на Седанське князівство та замок, які перейшли до французького короля Людовика XIII. Від тоді Седанський замок перетворився на один з головних прикордонних форпостів Франції.
Під час Першої світової війни, з січня 1917 року по листопад 1918 року Седанський замок використовувався німецькою окупаційною владою як табір примусової праці для французьких та бельгійських цивільних осіб.
З 1962 року Седанський замок знаходиться в управління адміністрації міста Седан.

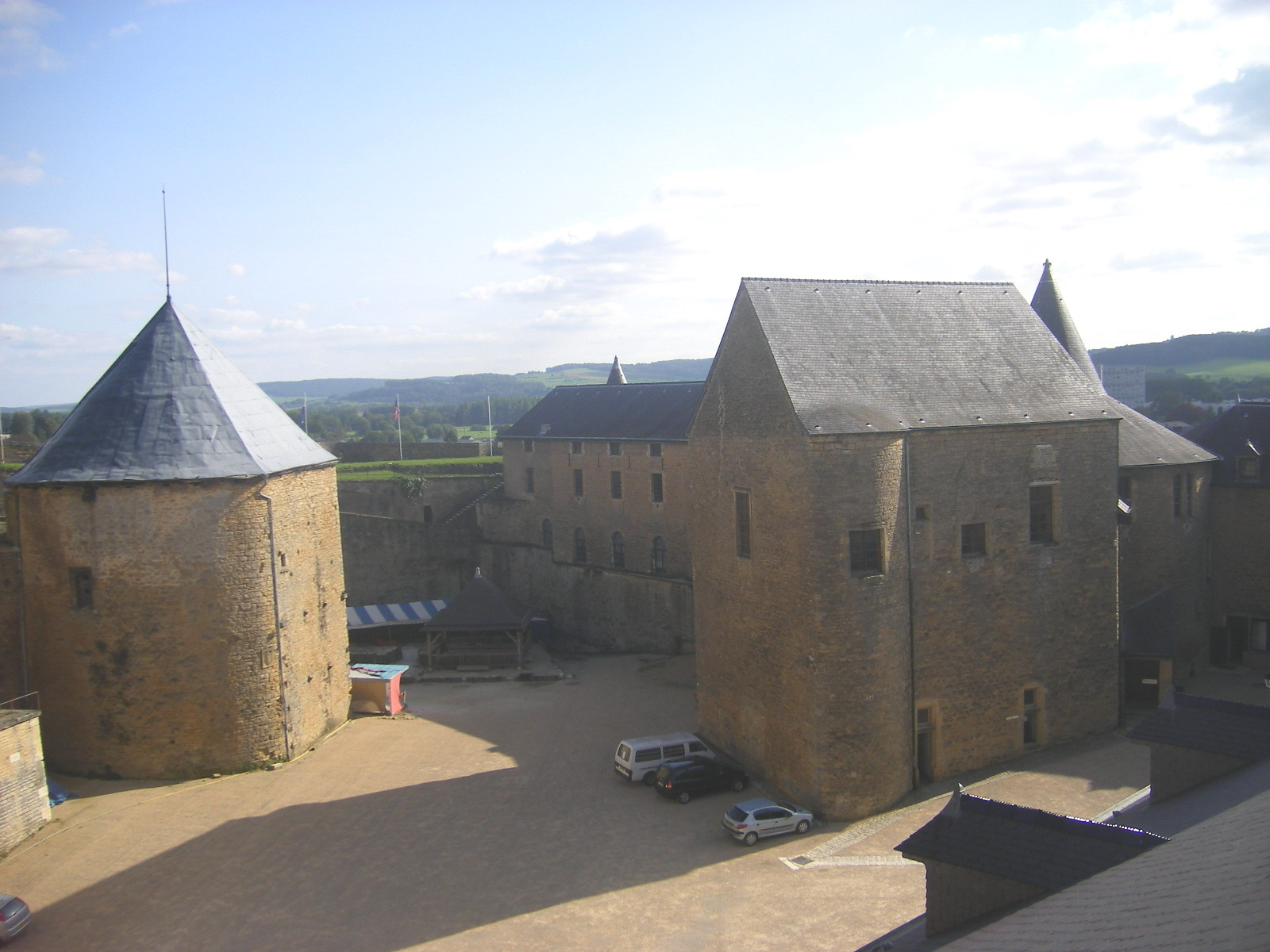
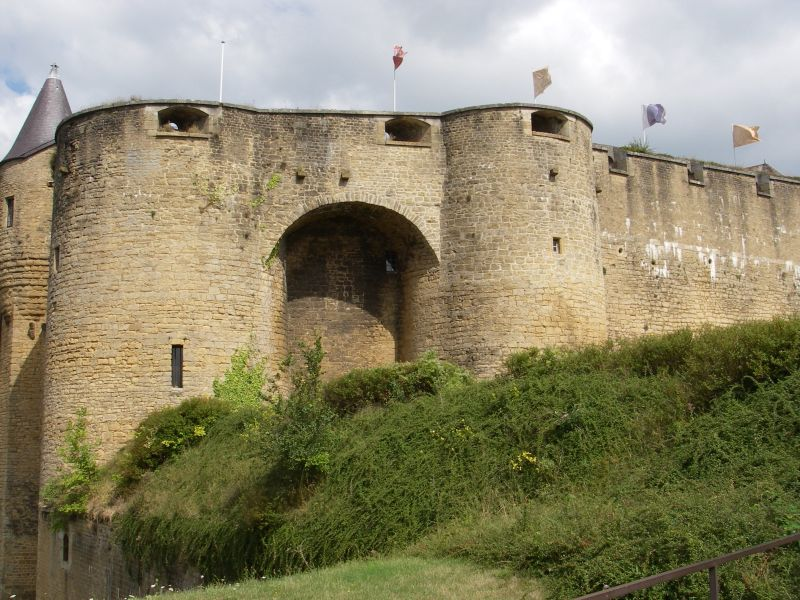
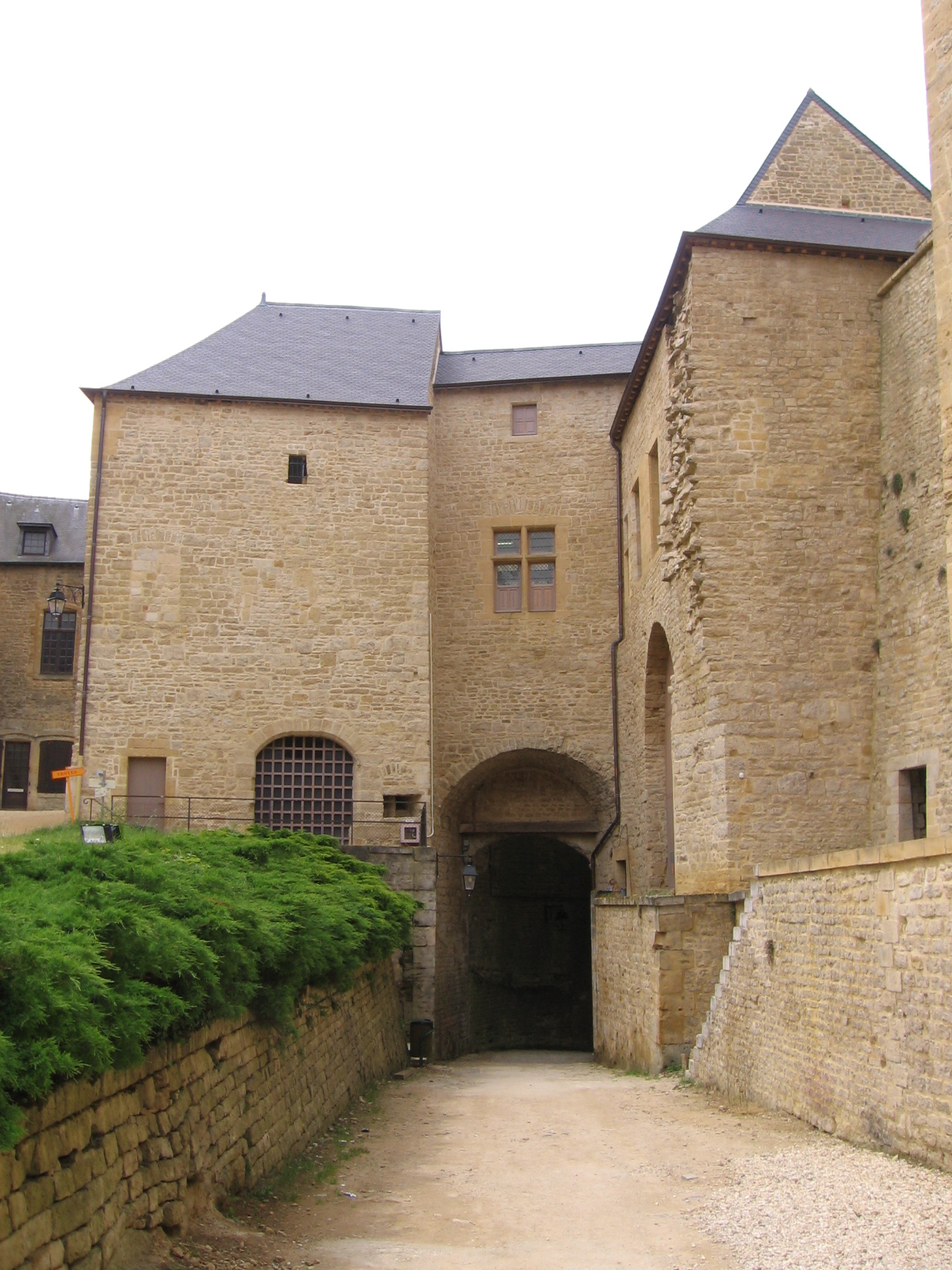
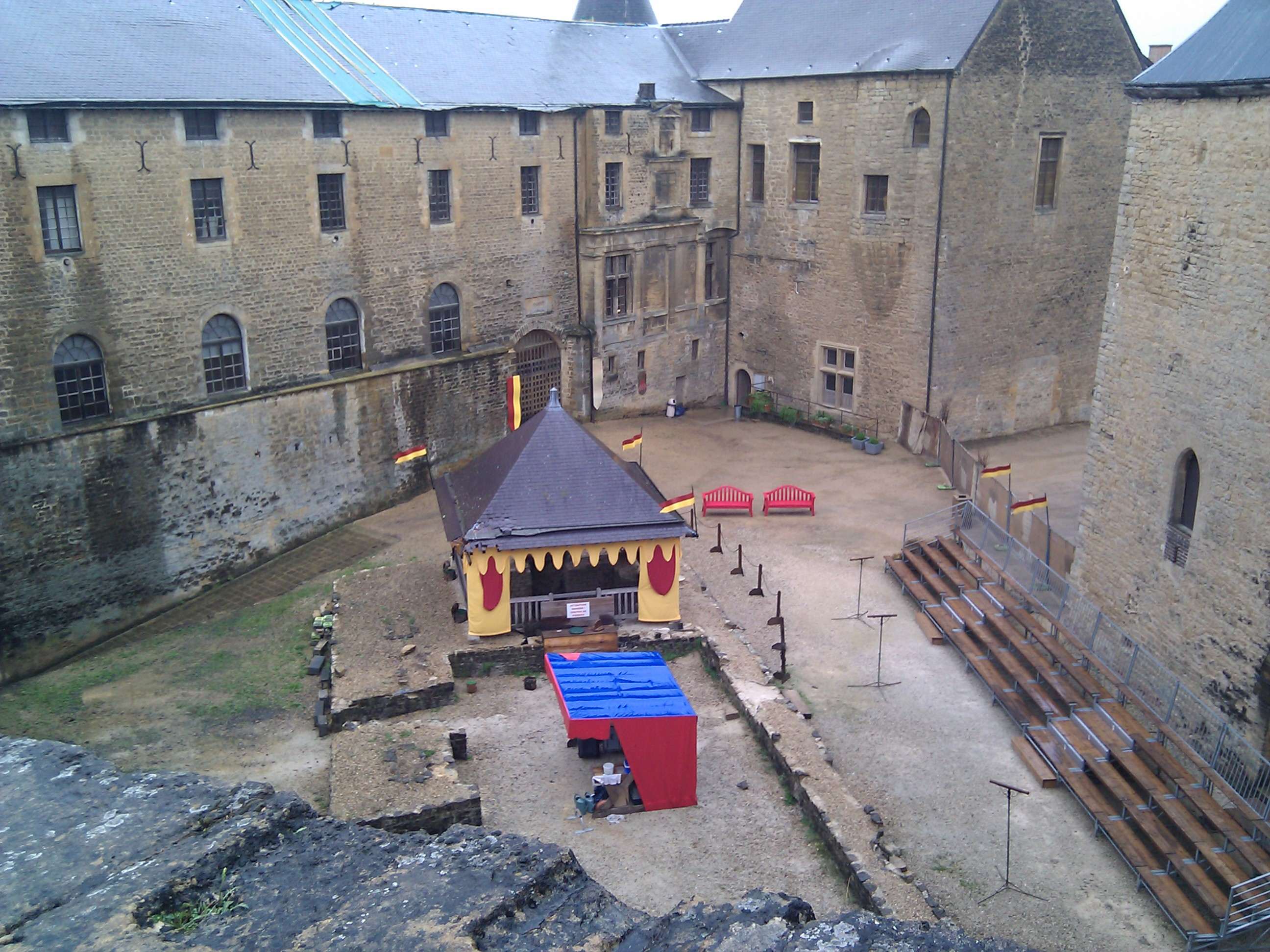

## Музей
У 1995 року в замку відкрився музей «Historium», який був заснований ще в 1884 році. Його колекція включає як предмети образотворчого мистецтва, так і археологічні та етнографічні експонати. У галереї музею є портрети аристократів Седану, виконані невідомими художниками в 16-18 століттях. Також у музеї є шість великих обюссонських та фламандських гобеленів.
Зал Панорами присвячений франко-пруській війні 1870—1871 років, зокрема знаменитій Битві при Седані, яка завершилася розгромом французької армії та спричинила падіння Другої імперії Наполеона III.

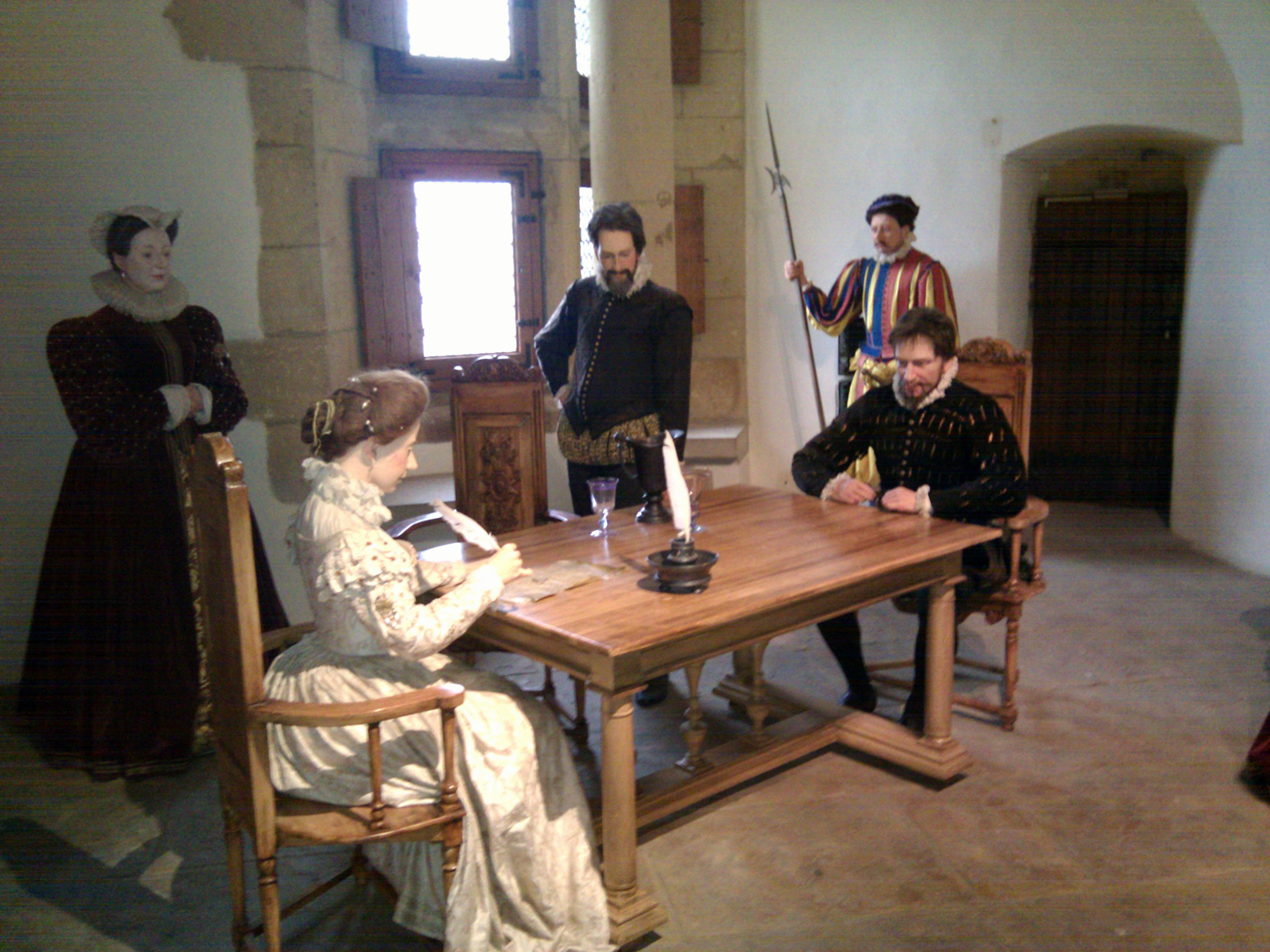
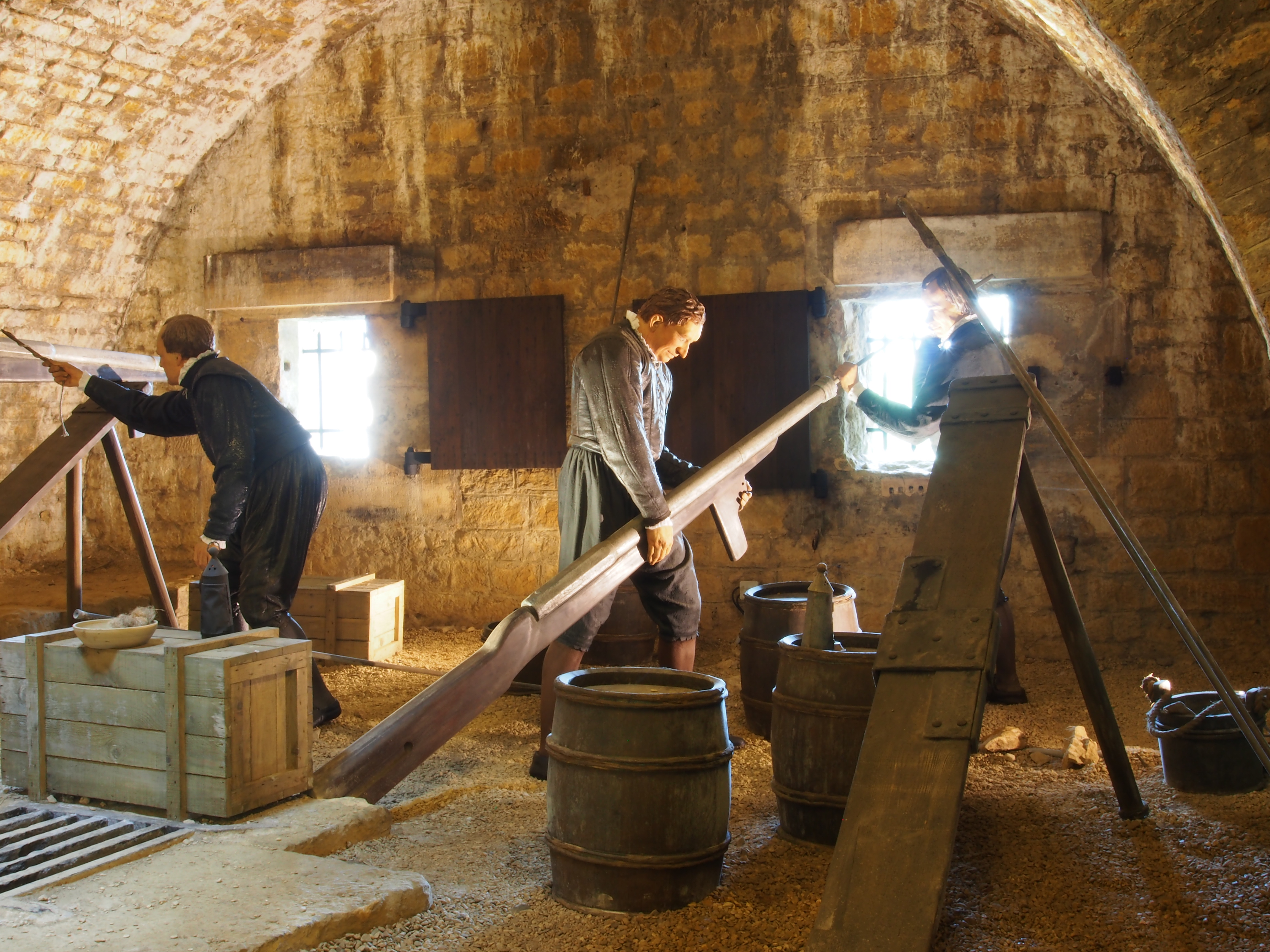
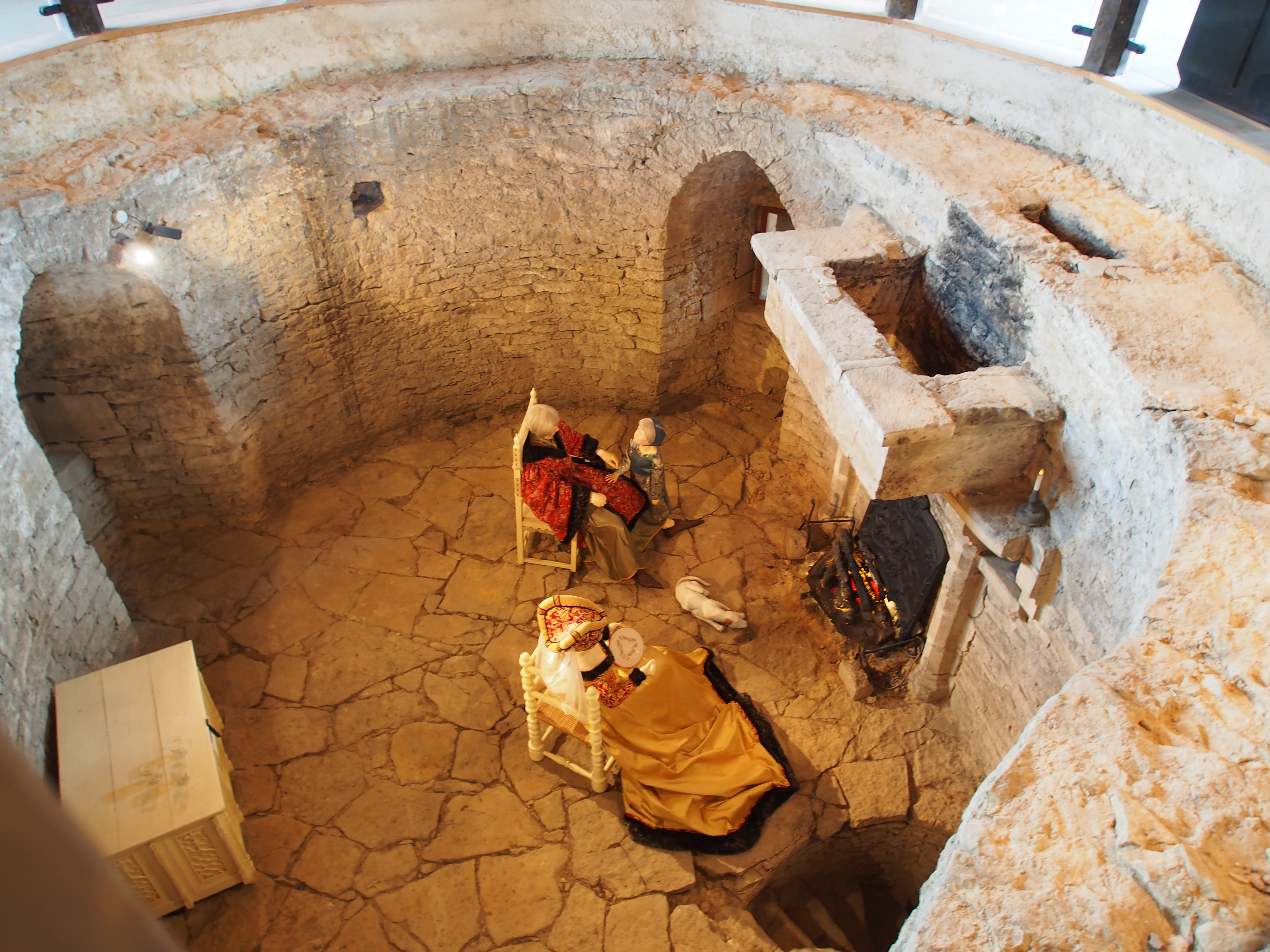

## Фестиваль
З 1996 року в замку щорічно в одні з останніх вихідних травня проходить середньовічний костюмований фестиваль.

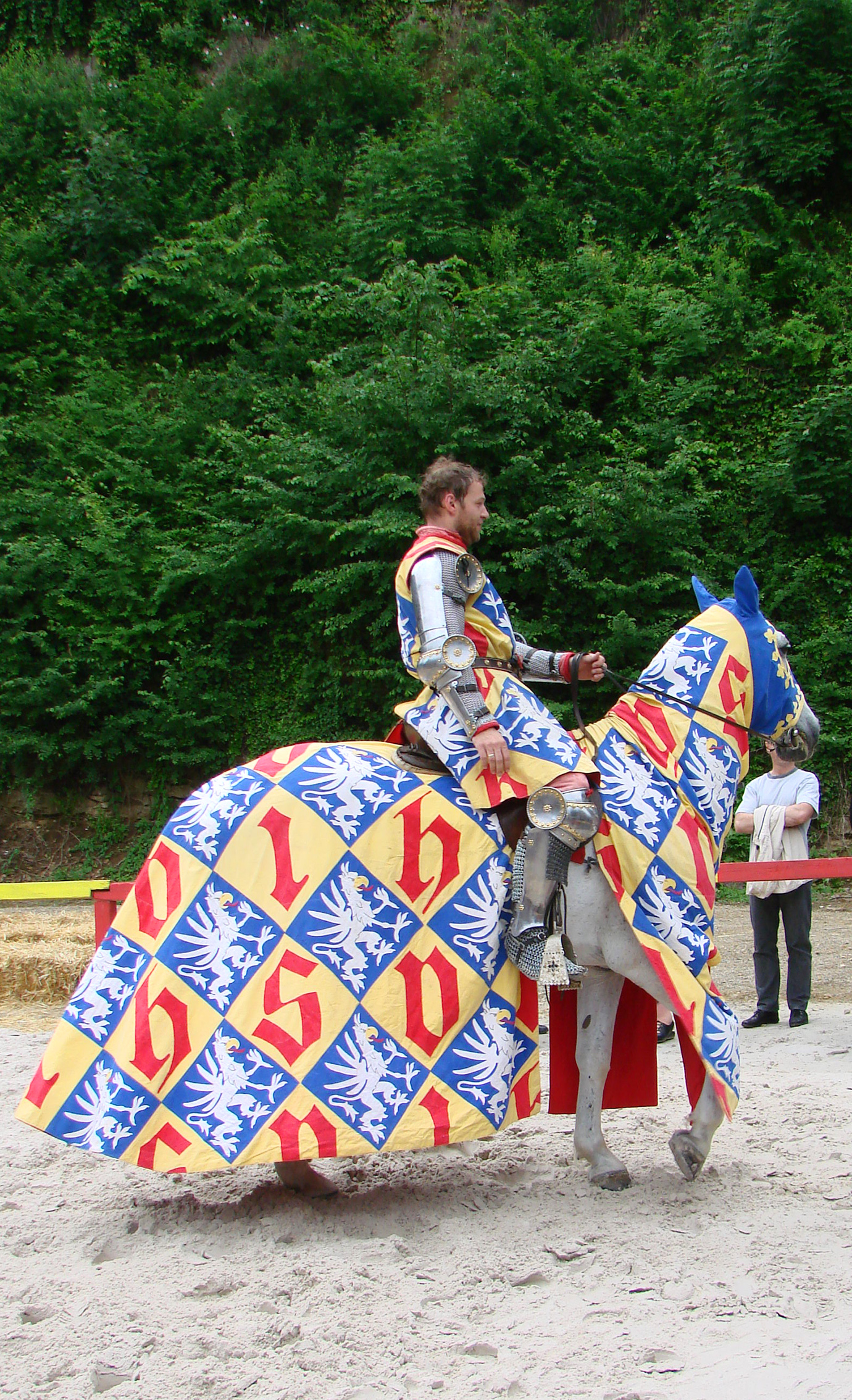
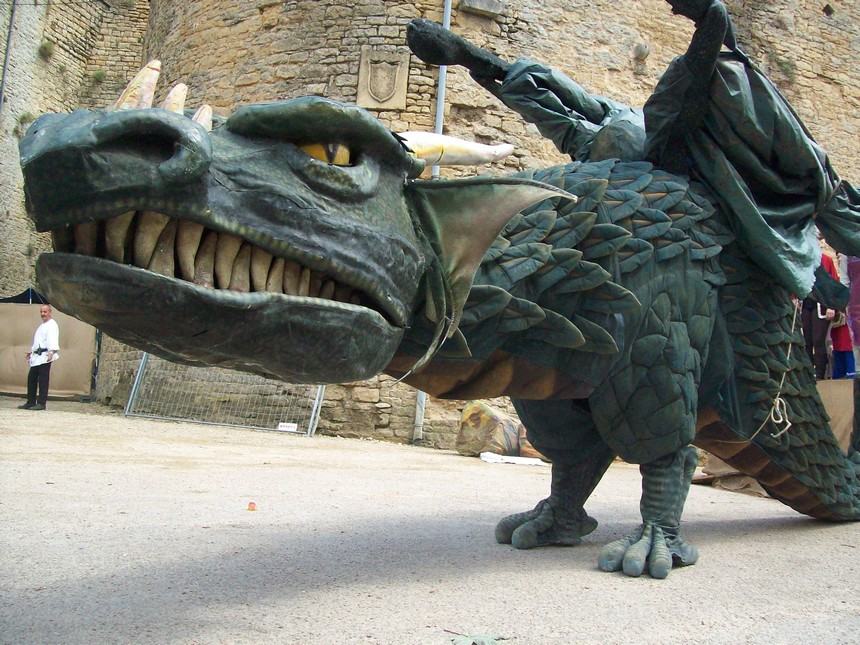
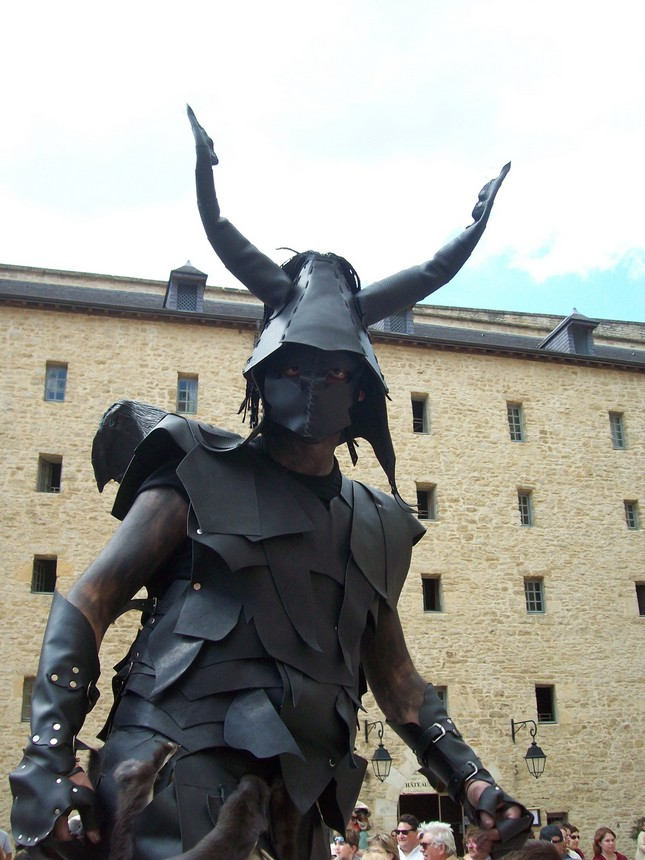
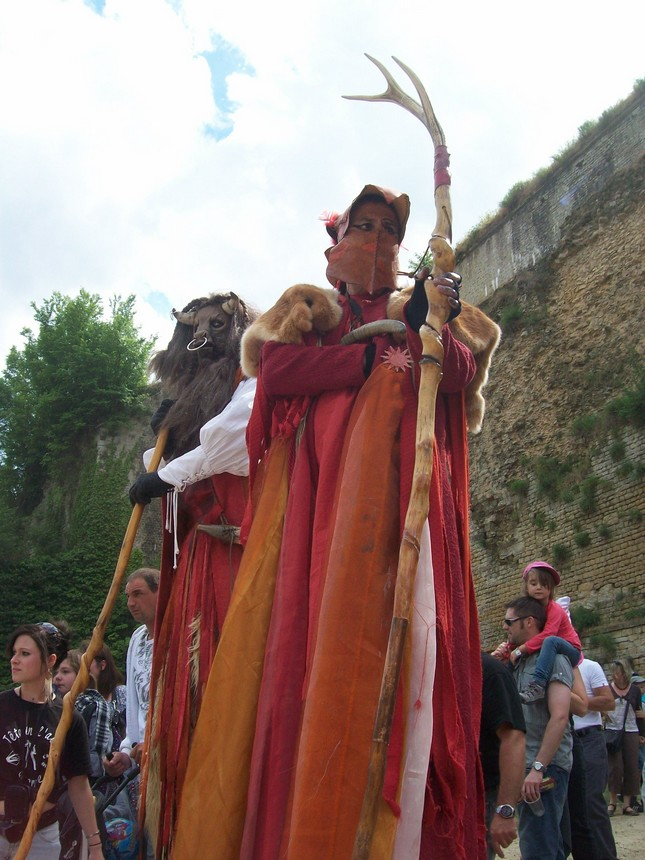
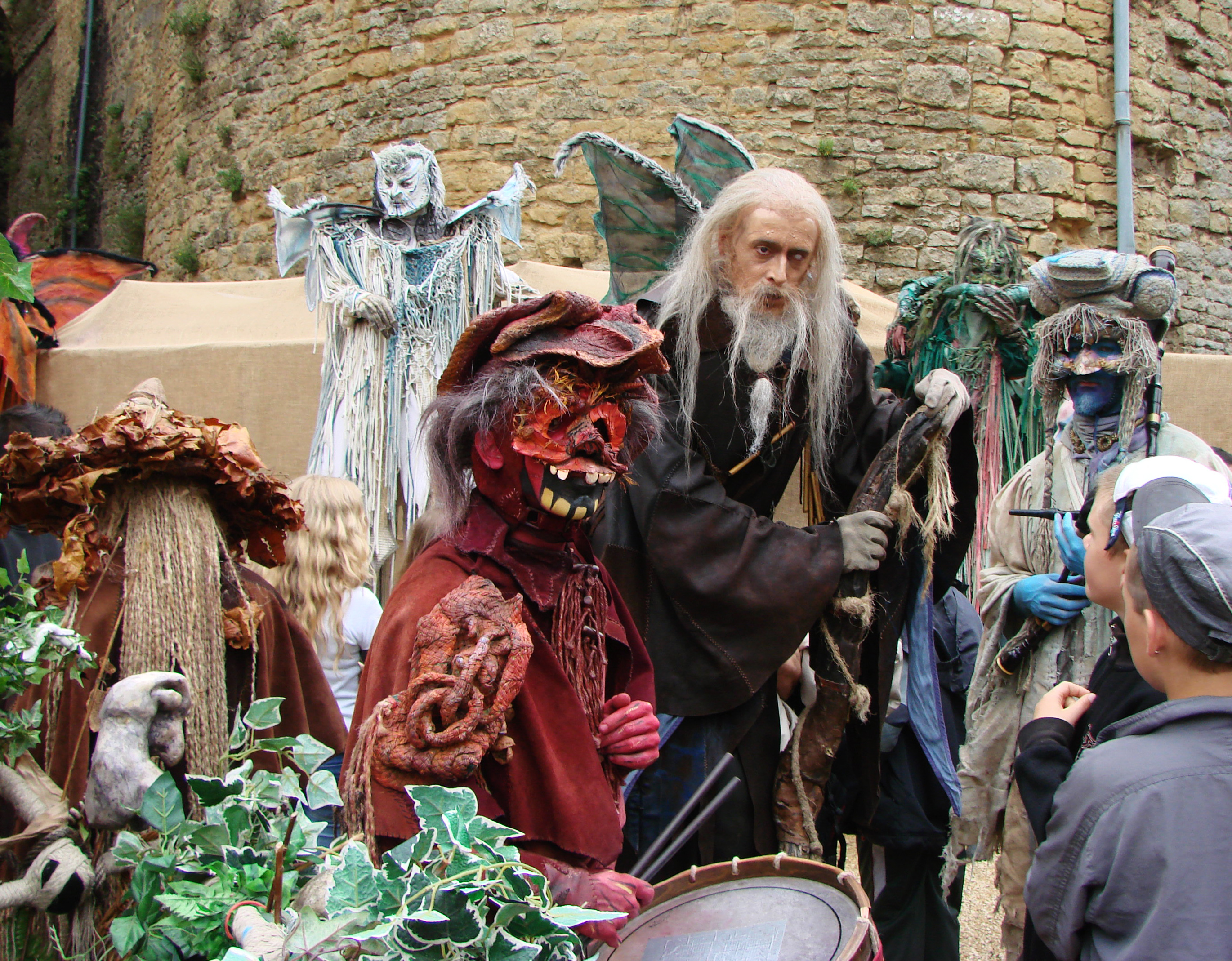
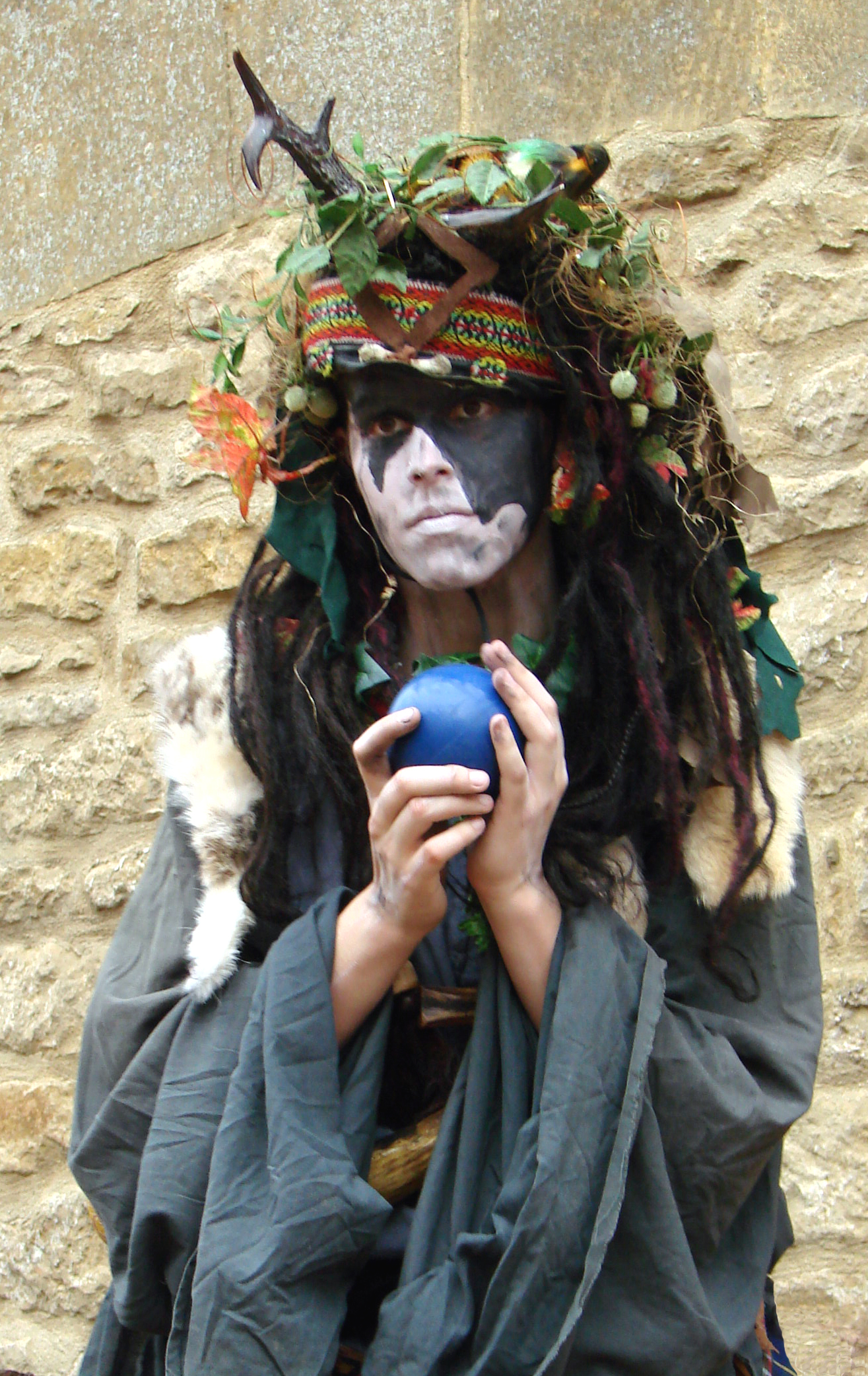